# Военный паровоз

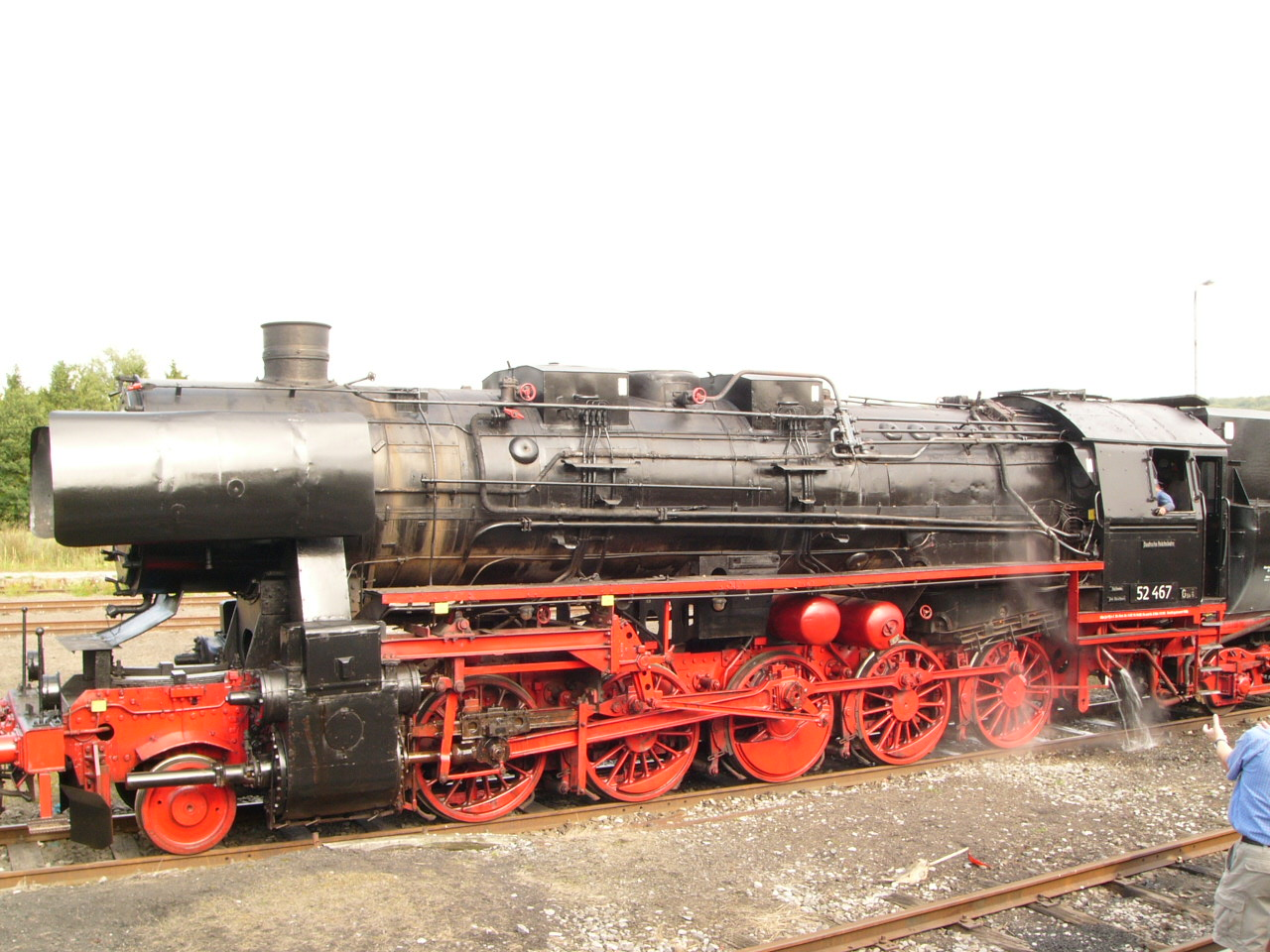
Немецкий BR 52 — самый массовый военный паровоз (более 6000 шт.)

Военные паровозы или Кригслокомотивы (нем. Kriegslokomotive), также ещё известные как паровозы-солдаты или паровозы без роскоши, по сравнению с обычными серийными паровозами имели упрощённую конструкцию, что позволяло наладить их крупносерийное производство при сложных экономических условиях военного времени. На военных паровозах вместо дорогих меди и бронзы, а также легированных сталей, использовалась обычная углеродистая сталь, а допуски при сборке были существенно свободнее. Всё это позволяло снизить себестоимость и время производства данных паровозов. Экономичность таких машин отводилась на второй план, а расчётное время работы составляло в среднем 5 лет, однако при этом эти паровозы отличались высокой надёжностью и хорошими тяговыми свойствами, что необходимо для обеспечения бесперебойного движения поездов при сложнейших погодных условиях (в том числе песчаные бури пустынь и суровые морозы Сибири). В основном паровозы без роскоши выпускались в период Второй мировой войны преимущественно на заводах Германии и США.
Стоит также отличать военные паровозы от паровозов, работавших в составе паровозных колонн — специальных формирований особого резерва Народного комиссариата путей сообщения Советского Союза, в которых паровозам приходилось работать длительное время в отрыве от основных депо.

## Военные паровозы Германии
К началу Второй мировой войны локомотивный парк Германии насчитывал достаточно большое количество паровозов серий BR 44 (1,7 тыс.) и BR 50 (около 3 тысяч). Однако в ходе Великой Отечественной войны немецкое командование столкнулось с неприятным фактом: на оккупированных территориях Белоруссии и Украины ни один из немецких паровозов не был способен проехать расстояние между основными станциями без дополнительной дозаправки (сказалось то обстоятельство, что в 1930-х железнодорожные магистрали на этих территориях были переведены на обслуживание паровозами ФД, которые имели шестиосные тендеры с повышенным объёмом запасов топлива и воды). С учётом развернувшегося в то время партизанского движения это сильно снижало эффективность снабжения вермахта. Помимо этого, зима 1941—1942 гг. была весьма суровой, что в сочетании с недостаточно эффективной теплоизоляцией парового котла приводило к сильному падению мощности паровозов либо вовсе к их выходу из строя.

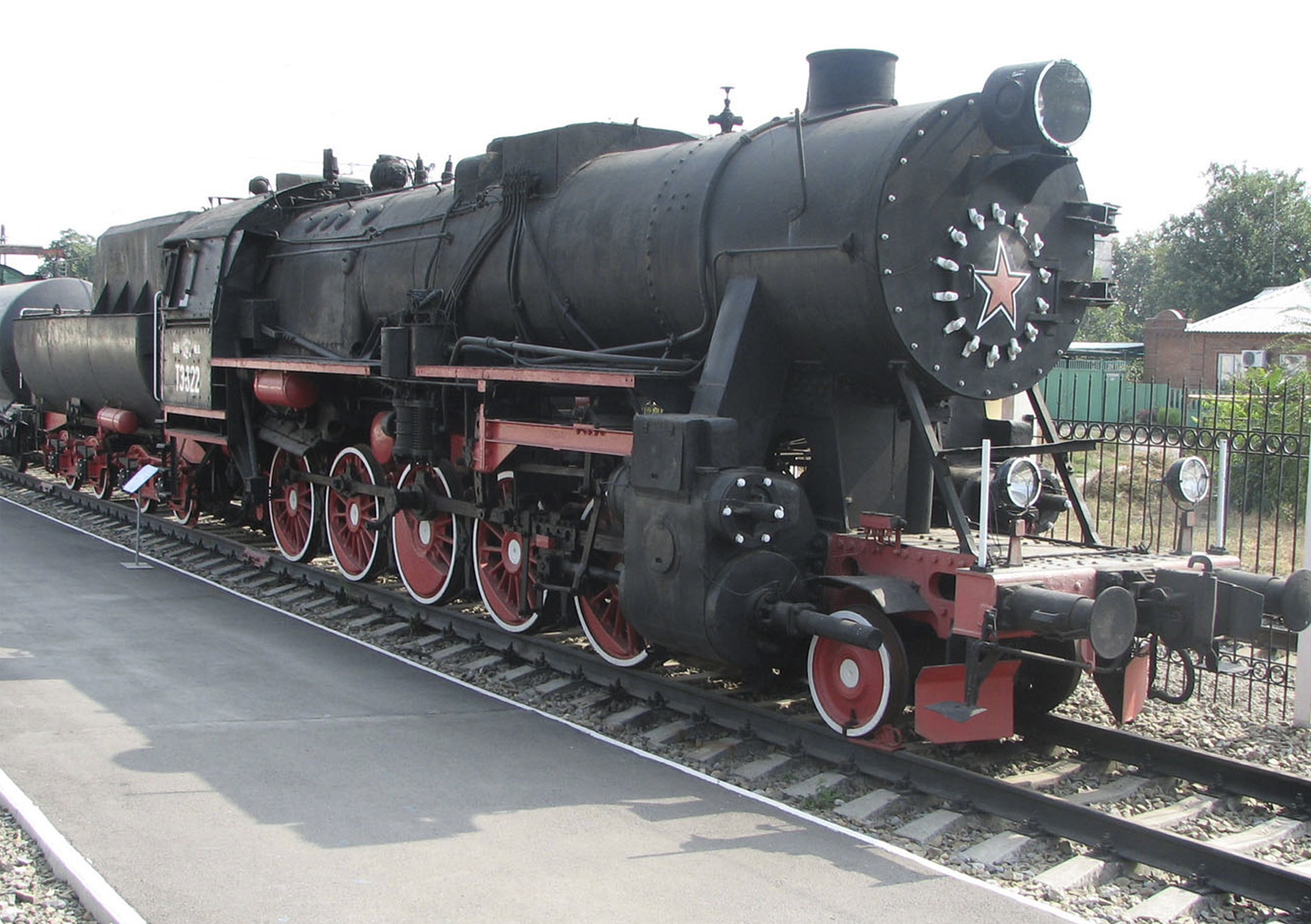
ПАРОВОЗ ТЭ-322

В результате в декабре 1941 года Гитлер лично поставил перед промышленностью стратегическую задачу: разработать такой тип паровоза, который бы смог работать на протяжении 5 лет на территории Советского Союза в условиях суровой «русской» зимы. Взяв за основу паровоз BR 50, немецкие паровозостроители упростили или вовсе упразднили целый ряд элементов его конструкции, получив тем самым дешёвый и надёжный паровоз, который получил обозначение BR 52. Паровозы этой серии строились в большом количестве на 13 заводах (в том числе и на территории оккупированной Польши), при этом их производство велось и после войны, вплоть до 1950 года. Всего же был выпущен 6161 паровоз этой серии, большинство из которых были направлены на Восточный фронт. В дальнейшем при наступлении советских войск несколько сотен этих паровозов попали на железные дороги НКПС, где их переделывали на «русскую колею» (1524 мм) и присваивали обозначение ТЭ (трофейный, эквивалентен паровозу Э). В 1943 году немецкими конструкторами на базе BR 52 был создан более мощный военный паровоз, который получил обозначение BR 42. Паровозы BR 42 строились в несколько меньшем количестве, и до 1949 года их было выпущено менее тысячи.